# Eismann Tiefkühl-Heimservice

Ehemaliges Eismann-Logo (2007 bis 2018)

Das alte Eismann-Logo

Die Eismann Tiefkühl-Heimservice GmbH ist ein Unternehmen zum Vertrieb von Tiefkühllebensmitteln mit Sitz in Mettmann bei Düsseldorf.

## Geschichte
1964 wurde die Milchhof-Eiskrem GmbH & Co. KG durch Genossenschaften der regionalen Milchversorgung aus Köln, Düsseldorf, Duisburg und Oberhausen gegründet, die 1974 die Eismann Tiefkühl-Heimservice GmbH als Tochterunternehmen gründete. Im gleichen Jahr begann der Direktvertrieb von Eis, Torten und Tiefkühlkost. 1981 wurde das Geschäft über Deutschland hinaus in die Schweiz und die Niederlande sowie nach Belgien, Großbritannien, Italien, Frankreich, Spanien und Österreich ausgeweitet. 1985 wurde die Motta Eiskrem GmbH übernommen. 1995 wurde Eismann in die Tiefkühlsparte der neu gegründeten Schöller-Holding eingebracht. 1997 wurde die skandinavische Hjem-IS Europa übernommen sowie der Mutterkonzern Milchhof-Eiskrem GmbH & Co. KG in Eismann Family GmbH & Co. KG umfirmiert.
Wegen des wachsenden Tiefkühl-Angebots von Discountern wie Aldi oder Lidl geriet der Umsatz im Heimlieferservice von Eismann um den Jahrtausendwechsel in eine Krise. 2001 übernahm die schweizerische Nestlé einen Großteil der Schöller-Holding und damit auch Eismann. 2004 stieß Nestlé die Eismann GmbH wieder ab, weil Eismann nicht zum Kerngeschäft des Konzerns zählte und die erhofften Einspareffekte nicht zustande gekommen waren. In der Folge übernahm das damalige Management von Eismann mit Hilfe verschiedener Finanzinvestoren die Führung der GmbH. Nach weiteren Käufen und Verkäufen durch private Anlagegesellschaften und Fonds übernahm im Sommer 2019 der niederländische Investor Gilde den zunächst vergeblichen Versuch, das Unternehmen zu verkaufen. Danach übernahm die Cornelius Treuhand Holding (CTHG) aus Frankfurt die Leitung.

## Struktur
Konzernmutter der Eismann-Gruppe ist die Foodexplorer GmbH mit Sitz in Mettmann, die 100 % an der Eismann Holding GmbH hält. Weitere deutsche Töchter sind die Eismann-Tiefkühl-Heimservice GmbH, die Eismann International GmbH und die Family Frost Tiefkühlheimdienst GmbH i.L. Hinzu kommen Auslandstöchter in Italien, Belgien, den Niederlanden und der Schweiz.
Per 31. Dezember 2019 beschäftigte der Konzern 691 Mitarbeiter. 1614 Personen arbeiteten als freie Handelsvertreter oder Franchise-Nehmer für Eismann.
In neun europäischen Ländern sowie Brasilien gibt es zusammen über 220 Vertriebsstellen, davon 90 in Deutschland, von denen aus die bestellten Lebensmittel mit Kühlfahrzeugen (Kleintransporter) zu den Endverbrauchern geliefert werden. Das Unternehmen beschäftigte 2012 etwa 4700 Mitarbeiter und Partner (selbständige Gewerbetreibende), davon etwa 1100–1200 selbständige Handelsvertreter und über 700 Mitarbeiter in Deutschland. Im Jahr 2019 waren noch 800 selbständige Handelsvertreter in Deutschland für das Unternehmen tätig. Der Vertrieb der Produkte erfolgt im Gegensatz zum Mitbewerber Bofrost über selbständige Handelsvertreter, die die Ware zum Verbraucher bringen. Eismann tritt als Chargenfertiger auf, die Produkte werden ähnlich wie im stationären Handel von großen Herstellern im Rahmen von Auftragsfertigung produziert.

### Besitzverhältnisse
Eismanns Loslösung von Nestlé im Jahr 2004 erfolgte mit Unterstützung des Finanzinvestors ECM, der das Eismann-Management mit 15 Prozent beteiligte. 2008 besaßen die Geschäftsführer 76,5 % der Unternehmensanteile, während der Rest von der englischen Investorengruppe Intermediate Capital Group (ICG) gehalten wurde.
Ende 2011 verkaufte ICG seine gesamten Anteile sowie das Management einen Großteil der Anteile an den niederländischen Private-Equity-Investor Gilde Buy Out Partners, der dadurch Mehrheitsgesellschafter wurde.

### Family Frost
1990 gründete Eismann die Tochter Family Frost für den ostdeutschen Markt, welche nach der Trennung von Nestlé zunächst dort verblieb und erst im Jahr 2007 wieder in die Eismann-Gruppe integriert wurde. 1992 expandierte Family Frost nach Polen, in die Tschechische Republik und Ungarn. Seit 1996 kamen Kroatien, Slowenien, Spanien, Portugal und Rumänien hinzu.
Zu Family Frost gehörten 1300 Verkaufswagen und 130 Depots. Die Eismann-Tochter beschäftigte europaweit 2500 Mitarbeiter.
Family Frost wurde in den eismann-Konzern integriert und tritt nicht mehr als eigene Marke im Markt auf.

## Marktposition
Nach Unternehmensangaben erwirtschaftete der Eismann-Konzern im Jahr 2012 einen Umsatzerlös von rund 480 Millionen Euro, davon 240 Millionen Euro in Deutschland (jeweils inklusive Mehrwertsteuer). Das Unternehmen ist im Segment des Heimdienstmarkts die Nummer zwei hinter dem Marktführer Bofrost. Nach eigenen Angaben beliefert Eismann weltweit circa zwei Millionen Haushalte, davon über eine Million in Deutschland. Hauptzielgruppe von Eismann sind hierbei Familien mit Kindern sowie Menschen ab 50 Jahren.

## Kritik
Der Europaverband der Selbständigen Deutschland kritisiert in einem WDR-Beitrag von die story im Oktober 2011 das Geschäftsmodell der freien Handelsvertreter. Ein neuer Handelsvertreter muss für die Übernahme der Besuchsrechte eines bestehenden Kundenstamms einen vertraglich festgelegten Betrag bezahlen, die sog. Einstandsvereinbarung. Schon während der Probezeit akquiriert der neue Verkaufsfahrer Neukunden für Eismann und führt sie dem Konzern zu. Eismann erwiderte darauf jedoch, dass diese Neukunden-Akquisition dem Handelsvertreter als dessen Einkommen bezahlt wird. Da ein Vertreter zu Beginn noch nicht so viel Umsatz durch den Verkauf erwirtschaftet, wird Eismann zufolge so sein Einkommen gesichert, damit er eine Grundlage für eine positive Geschäftsentwicklung erhält. Verlässt der Handelsvertreter das Unternehmen – gewollt oder ungewollt –, werden die Besuchsrechte z. B. an einen anderen Handelsvertreter übergeben. Im TV-Beitrag wird dargestellt, wie eine hohe Mitarbeiterfluktuation dazu beitrage, dass Eismann ein positives Ergebnis nur mithilfe dieser Einnahmen aus den Einstandsvereinbarungen erziele. Eismann bestreitet dies auf der eigenen Website. Die durch den WDR recherchierte hohe Fluktuation von 1200 Mitarbeitern innerhalb von drei Jahren (2008 bis 2010) wurde von einem Mitarbeiter der Vertriebsleitung bestätigt, indem er eine Fluktuation von 30 bis 35 % pro Jahr nannte. Das Unternehmen reagierte auf die Vorwürfe der Sendung mit Stellungnahmen auf einer eigenen Internetseite. Der WDR begegnete dem im März 2012 mit einer aktualisierten Version des Beitrages.